# Burg Allerburg

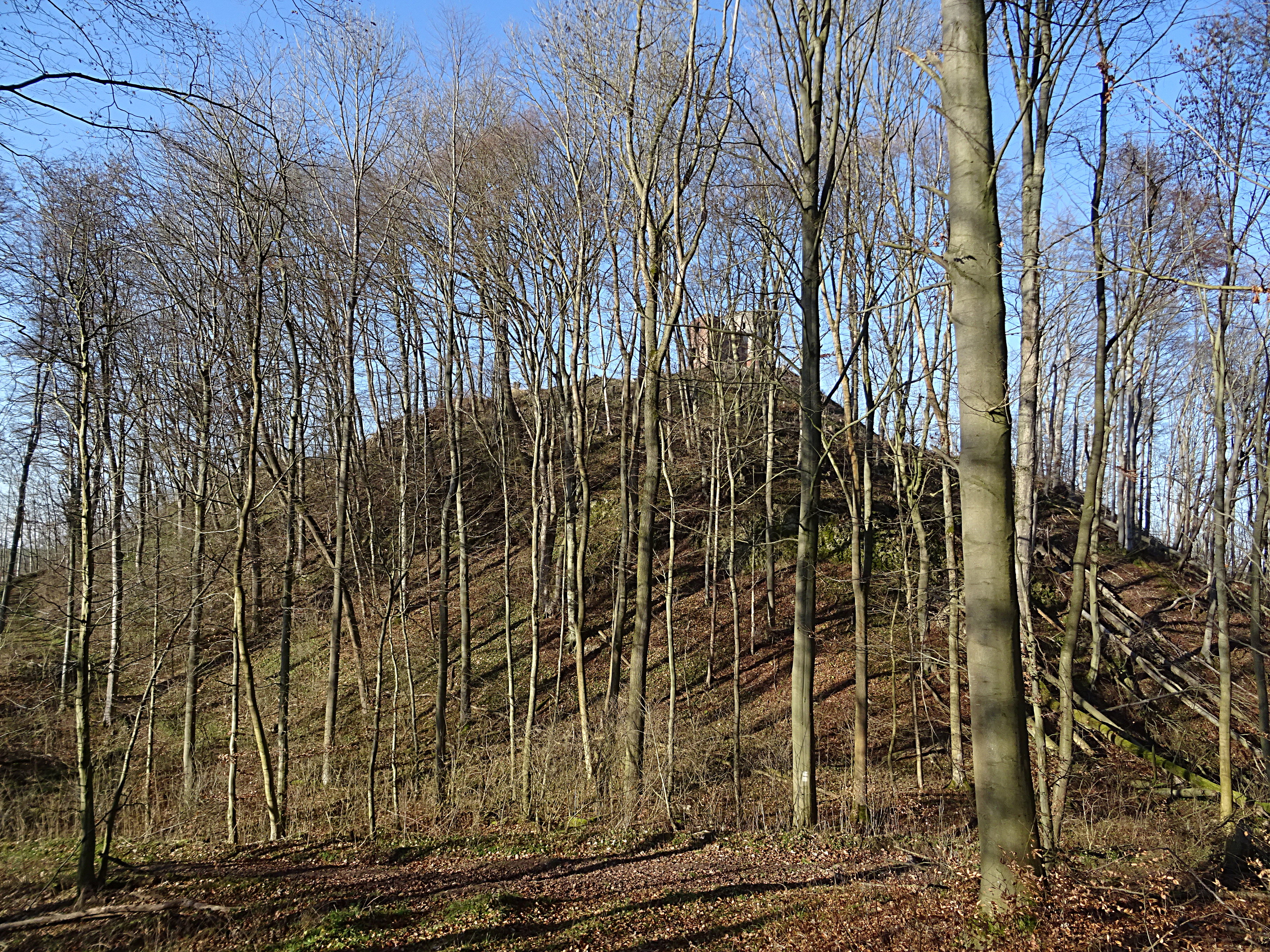
Burgruine auf dem Allerberg

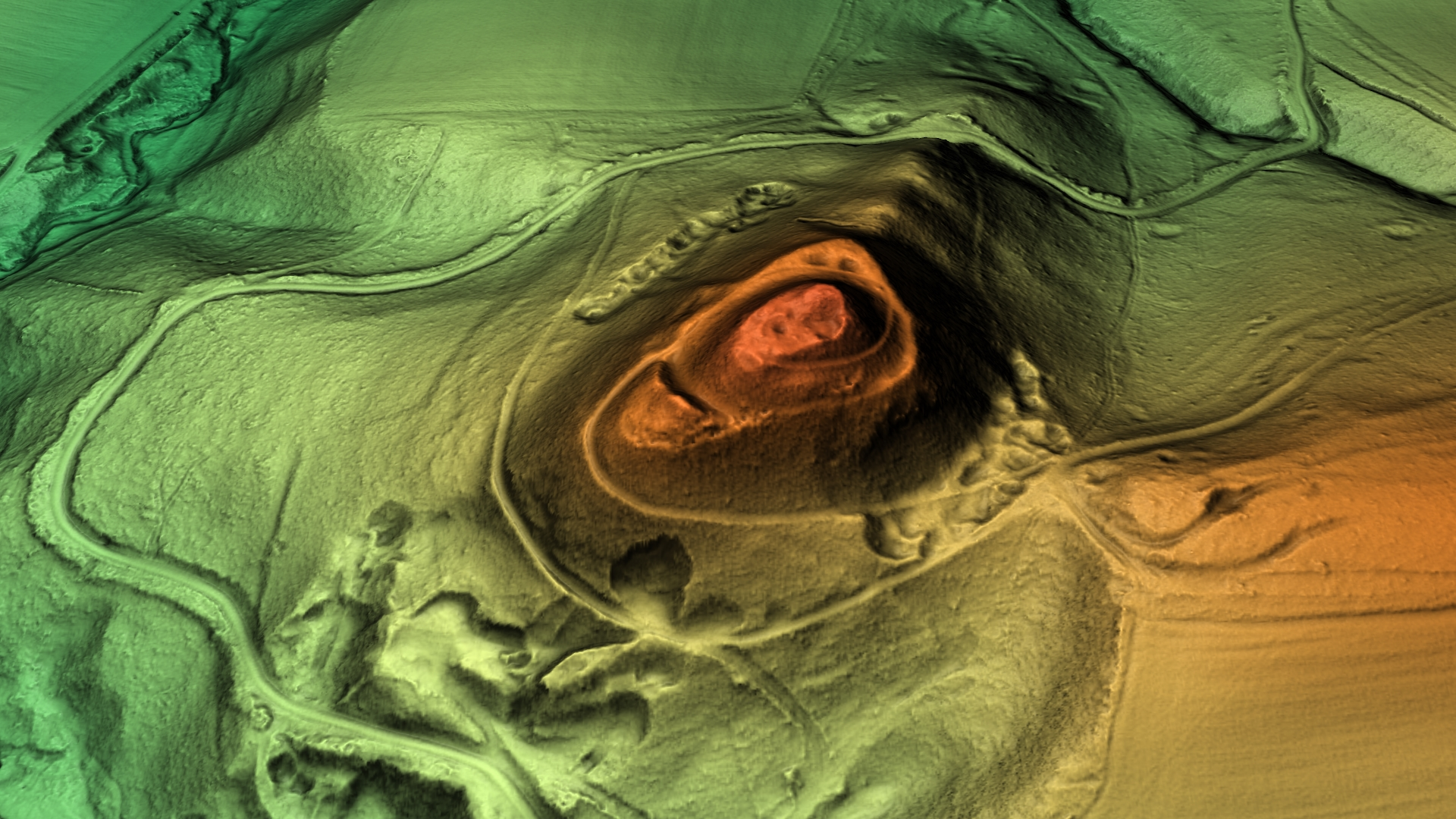
3D-Ansicht des digitalen Geländemodells

Burg Allerburg, auch Ellerburg genannt, ist die Ruine einer Höhenburg auf dem Allerberg bei Bockelnhagen im Landkreis Eichsfeld in Thüringen.

## Geographische Lage
Die Burganlage befindet sich nur etwa 3 km von der thüringisch-niedersächsischen Landesgrenze bei Bad Lauterberg und etwa 1200 m südwestlich der Ortslage von Bockelnhagen auf einem isolierten 323 m ü. NHN hohen Bergkegel, dem Allerberg. Weitere Nachbarorte sind Silkerode im Nordwesten, Zwinge im Westen und Weißenborn-Lüderode im Süden.
Innerhalb der Buntsandsteinlandschaft des Silkeroder Hügellandes besteht die Bergkuppe aus Muschelkalk, er ist als Zeugenberg der nordöstlichste Ausläufer der Ohmgebirgs-Grabenzone (Allerburg-Graben). Nach der naturräumlichen Gliederung des Handbuchs der naturräumlichen Gliederung Deutschlands im Einzelblatt 100  Halberstadt wird der Allerburg-Graben und der benachbarte Iberg-Graben noch dem Bischofferoder Bergland (374.31) innerhalb des Eichsfelder Beckens zugerechnet.
Der bewaldete Berg liegt südlich vom Tal der Weilroder Eller und seiner Zuflüsse Scherenberggraben (im Westen), Eselsbrunnengraben (im Nordosten) und Krümminggraben (im Osten). Der nur relativ kleine Gipfelbereich bietet mit etwa 25 × 35 m nur Platz für eine kleine Burganlage, die vermutlich aus einer Unter- und Oberburg bestand und von einem Burggraben umgeben war. Ein alter Hohlweg ist noch heute vom Tal hinauf auf die Bergkuppe feststellbar. Unterhalb der Bergkuppe befinden sich eine Schutzhütte und einige Schautafeln.

## Geschichte
Für die Anfangsjahre der Burganlage gibt es nur unsichere Nachweise. Vermutlich wurde die Burg von den Herren von Allerberg, dem Adelsgeschlecht Rieme (den Vorfahren derer von Minnigerode) bereits vor dem 12. Jahrhundert erbaut. 1266 fand die Burg erstmalige urkundliche Erwähnung als Stammsitz der zur Südharzer Grafschaft Lutterberg-Scharzfeld gehörenden Familie Minningerode. Anfang des 14. Jahrhunderts waren die  Grafen von Hohnstein als Lehnsherren genannt, in der Mitte dieses Jahrhunderts waren die Landgrafen von Hessen (Teil-)Besitzer der Burg. Im 14. Jahrhundert wurde die Burg ausgebaut und gelangte nach jahrelangen Erbstreitigkeiten zum Teil an die Grafen von Schwarzburg. Wegen der Neubesetzung der Pfarrstelle im nahen Kirchdorf wird 1408 ein Heinrich Blicherod, Kapellan in Allerberg, als Zeuge genannt.
Im Bauernkrieg wurde die Burg 1525 von Aufständischen zerstört und noch 1596 als Ruine erwähnt. 1593 wurde die Burg nach Aussterben der Teilbesitzer von den Grafen von Schwarzburg ganz übernommen und kam 1612 durch Besetzung an die Herzöge von Braunschweig, deren Besitz 1694 gerichtlich bestätigt wurde. Durch den Wiener Kongress ging die Burg 1816 an Preußen.
Mitte des 19. Jahrhunderts waren noch Reste der alten Burganlage vorhanden, die vor 1930 durch Freiherr August von Minnigerode durch einen Ziegelsteinneubau mit Fachwerkaufbau ersetzt wurden. Dieser Neubau ist heute ebenfalls zur Ruine verfallen.

### Die Burgbeschreibung von Carl Duval
Am 25. Oktober 1845 besuchte der Eichsfelder Heimatforscher und Schriftsteller Carl Duval die Burganlage, er fertigte zur folgenden Beschreibung auch die beigefügte Zeichnung an.
Bald lag der Berg, welcher die Allerburg trägt, vor mir und das einzige Gemäuer, welches noch den Gipfel des Berges krönt, schaute, von der Sonne hell bestrahlt, über den hohen Waldbäumen weg wie ein Gruß aus alter Zeit in das Thal hinein.

Auf einem sehr angenehmen, rasigen Wege, auf dem hier und da an einigen Stellen Sitze angebracht sind, stieg ich unter grün, gelb und roth gefärbten Bäumen den Burgberg hinan und gelangte bald zu einem freien Platze, der in früheren Zeiten umbaut war, jetzt aber von frischem Rasen überschleiert ist und häufig fröhliche Gesellschaften der Umgegend, namentlich aus dem nahegelegenen Dorfe Bockelnhagen, zum Sammelplatze dient.

Mehrfache Pfade führen von dieser Stelle aus zu dem höchsten Gipfel des Berges. Man trifft zuerst auf eine Vertiefung, welche nach der Erzählung der Umwohner von einem verschütteten Keller, nach Anderen daher rühren soll, daß man einst hier einen Schatz fand und in der Hoffnung, deren mehrere zu entdecken, Ausgrabungen veranstaltete, die aber wahrscheinlich erfolglos geblieben sind.

Auf der höchsten, steilen Kuppe des Berges liegt das Gemäuer, welches man schon aus der Ferne über den Wald emporragen sieht. Es zeichnet sich weder durch Großartigkeit, noch durch malerische Schönheit besonders aus, ist aber als das letzte Getrümmer einer Veste, welche ein noch heute fröhlich grünendes und blühendes Geschlecht bewohnte, von besonderem Interesse.

Von weitem Umfange kann die Burg, bei der geringen Oberfläche des Berges, nicht gewesen sein; aber man erkannt noch ganz deutlich, daß sie aus zwei Theilen, aus einer Unter- und einer Oberburg bestand, welche letztere, nach Art der ältesten Vesten, nur einen Thurm oder ein festes thurmähnliches Gebäude enthielt. - Auch hier auf den höher gelegenen Punkten des Berges sind hier und da Bänke.

### Burgbezirk
Zur Burg gehörten nach Duval und dem Wüstungsinventar Levin von Wintzingeroda-Knorr die folgenden Ortschaften: Bockelnhagen, Silkerode, Zwinge und der Neue Hof, ferner die Wüstungen: Ankerode, Kirchdorf, Möncherode, Hochstedt, Besselhagen, Weilrode. Neben den stammesverwandten Burgherren derer von Rieme, Bockelnhagen, Minnigerode, Allerberg und Esplingerode sind unter anderem folgende Burgmänner oder Amtmänner nachweisbar, die von den Besitzern der Burg eingesetzt oder belehnt wurden:
- 1276 Ritter Heidenricus und Sigfridus de Alreberc (ev. der Siegfried Corigia oder Rieme)
- 1325 Slume von Schlotheim
- 1348 Bertold von Nesselröden
- 1352 Tile von Berlepsch (hessischer Amtmann)
- 1357 Diedrich und Eckard von Grone (hessische Amtmänner)
- 1397 Ludolf von Gerterode (im Auftrag des hessischen Landgrafen als Amtmann auf der Burg)
- 1410 Heinrich von Rorungen
- 1412 Jan und Gottschalk von Plesse
- 1415 Dietrich von Hohnstein[6]
- 1421 Hans von Dörnberg d. Ä. (hessischer Amtmann)[7]
- 1424 Hermann von Grone (Vogt)[8]

### Burgkapelle
Eine Burgkapelle wurde 1408 erstmals schriftlich erwähnt und war auf den Namen der hl. Brigitte von Irland geweiht. Der Burgkaplan war der Pfarrei in Zwinge unterstellt. Er war zuständig für die auf der Burg wohnenden Ritter und Burgmänner, ebenso für die Ritter in Bockelnhagen und die Bewohner im Tal unterhalb der Burganlage.

### Aussichtsturm und Klause

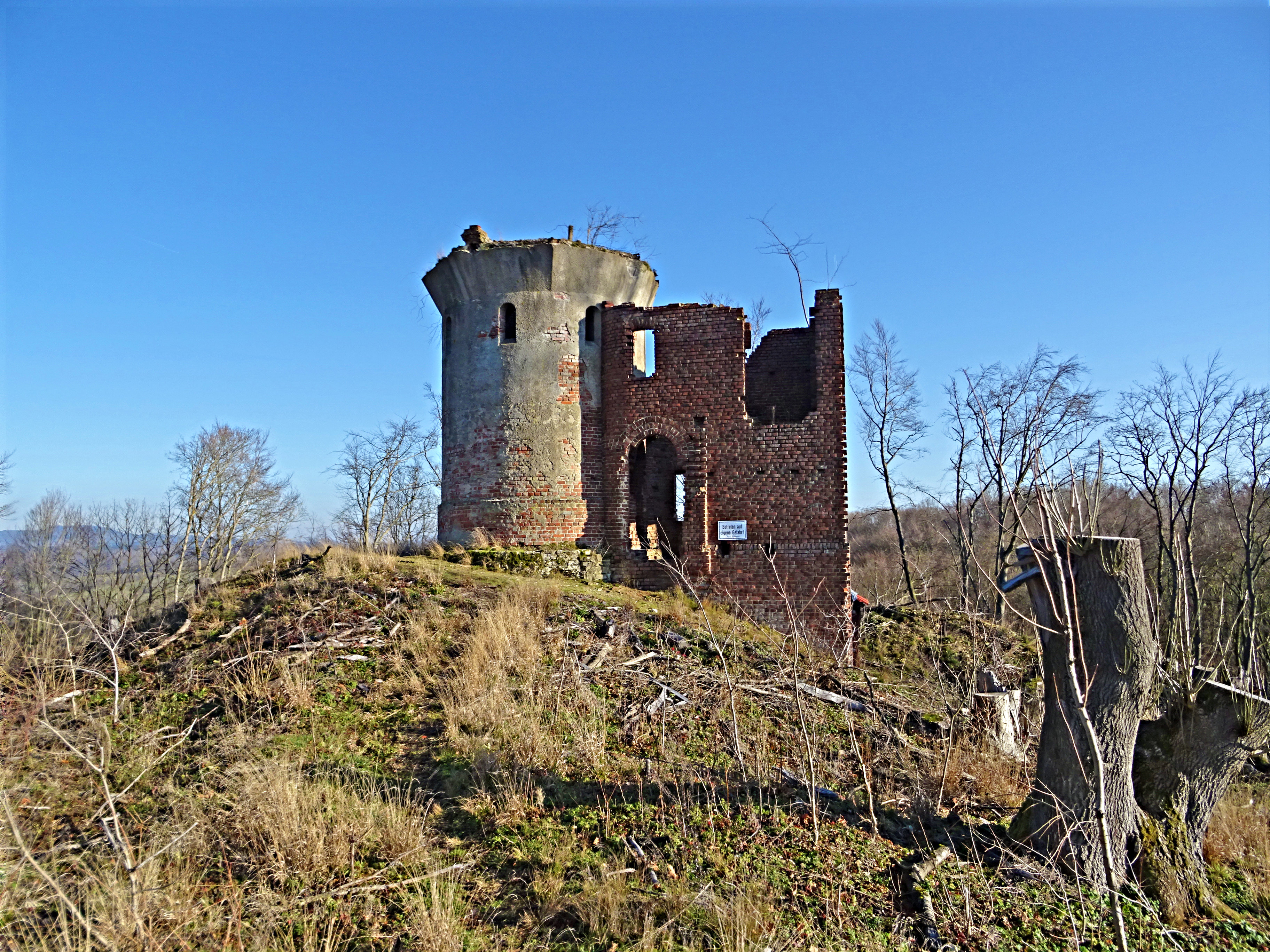
Aussichtsturm und Klause

Auf Resten der Burg wurde um 1910 und 1930 ein aus Ziegelsteinen gemauerter Aussichtsturm mit angelehnter Klause errichtet. Das obere Stockwerk des Turmes bestand aus einem Fachwerkaufsatz und einem spitzen Dach. Diese Anlage ist ebenfalls zur Ruine verfallen, sie lag zwischen 1945 und 1989 in der 5-km-Sperrzone entlang der Innerdeutschen Grenze und konnte somit nicht mehr von der Bevölkerung aufgesucht werden.

## Heutige Nutzung
Die Burgstelle ist ein geschütztes Bodendenkmal. Das betreffende Gelände wird forstwirtschaftlich genutzt und ist für Touristen frei zugänglich.

## Anlage
Die kleine Burganlage dehnte sich über das planierte Gipfelplateau des Berges aus. Die noch in ihrer Ausdehnung und Lage erkennbare Ringmauer umschloss ein etwa 25 mal 35 Meter messendes Burgareal, welches noch von einem umlaufenden Wall und Ringgraben umgeben war. Von dem ehemaligen Bergfried mit einem Durchmesser von 10 Metern ist noch ein Stumpf erhalten. Andere Mauerreste werden nach der Überlieferung als Ruine der ehemaligen Pfarrkirche St. Michael gedeutet, sie diente vermutlich als letzte Ruhestätte der früheren Burgherren.

Die aus Bruchsteinen aufgebaute mittelalterliche Anlage wurde durch den Bau eines mit Ziegelsteinen errichteten Aussichtsturmes in den 1930er Jahren ergänzt.